# Petrova gora
Petrova gora (que en idioma croata, significa lit., 'colina de Pedro'}}) es una cadena montañosa en la región de Kordun, en el centro de Croacia. Administrativamente, es parte de los condados de Karlovac y de Sisak-Moslavina. Se extiende de noreste a suroeste, unos 25 kilómetros a lo largo de la frontera con Bosnia y Herzegovina.
Los principales picos son Mali Petrovac (507 m), donde está ubicado un monumento, Veliki Petrovac (512 m), donde están los restos de un monasterio paulino del siglo IV y Malí Velebit (325 m).

## Etimología
En el pasado, hasta el año 1445, la montaña se llamaba Slatska gora, y solo desde 1536 se conoce como Petrova gora. El último nombre honra la memoria del rey croata Petar Snačić, quien murió en la batalla de la montaña Gvozd (1097). La historiografía croata tradicional identificó erróneamente la montaña Gvozd con Petrova gora, pero ahora la ubicación más probable de la batalla se piensa estaba en el paso de montaña de Kapela, en el centro de Croacia. A veces se le llama Gvozd, que significa bosque.

## Geología
Es una formación geológica antigua, lo que significa que es relativamente rica en agua y especialmente en vegetación forestal.  Esto implica una cierta restricción en la práctica del montañismo porque carece de amplias vistas, pero a cambio hay grandes hendidura en el relieve con numerosos acantilados y profundos barrancos enriquecidas por numerosos arroyos. Estaba compuesto por rocas paleozoicas y mesozoicas.

## Monumento en la cima de la colina

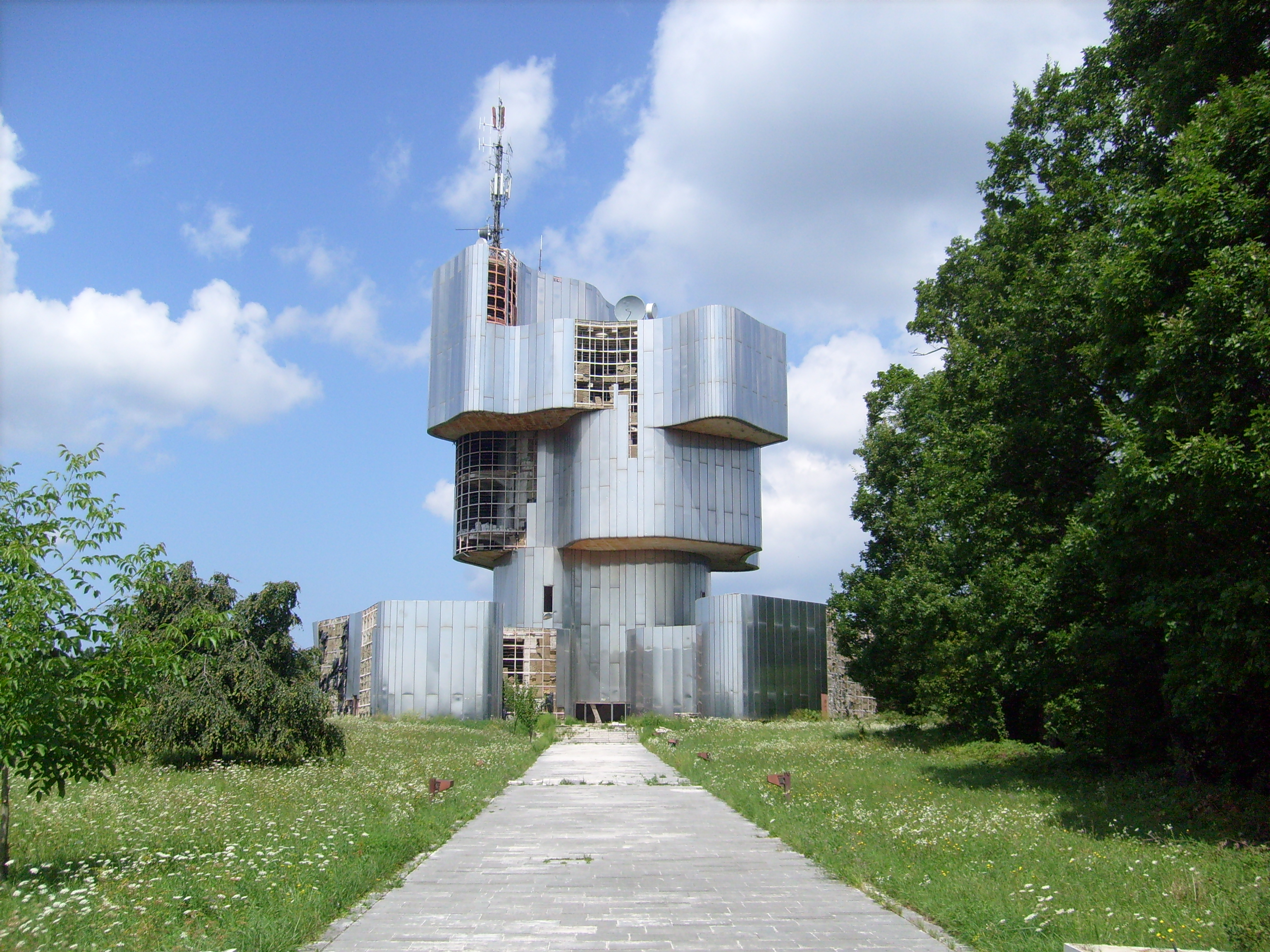
Monumento al levantamiento del pueblo de Kordun y Banija

El monumento de 37 metros de altura a Mali Petrovac y la torre de comunicaciones abandonada en Magarčevac, que fácilmente podría convertirse en una pirámide de escalada, ofrecen una excelente vista de los alrededores inmediatos, pero también de una buena parte del centro de Croacia, Gorski Kotar y Eslovenia, y, especialmente, del noroeste de Bosnia.
La idea de construir un monumento en Mali Petrovac se pensó después del final de la Segunda Guerra Mundial y el 6 de mayo de 1946 se colocó la primera piedra. Pero la construcción real comenzó solo después de 34 años, a mediados de 1980, según los planos originales del escultor croata Vojin Bakić. El monumento se inauguró el 4 de octubre de 1981. El monumento es una obra maestra de la escultura monumental conmemorativa de su época y destaca el papel de Petrova gora en la lucha antifascista en esa región.